# Каатинга (рід)
Каати́нга (Herpsilochmus) — рід горобцеподібних птахів родини сорокушових (Thamnophilidae). Більшість представників цього роду мешкають в Південній Америці. 

## Опис
Каатинги — птахи невеликого розміру, більшість видів мають довжину 11-12,5 см і вагу 7-14 г. Їм притаманний статевий диморфізм. Самці зазвичай світло-сірі з чорним тіменем і пістрявими, чорно-білими крилами, таді як самиці часто мають рудувате або жовтувато-коричневе забарвлення. Каатинги зазвичай живуть в підліску тропічних лісів. 

## Види
Виділяють вісімнадцять видів:
- Каатинга сан-мартинська, Herpsilochmus parkeri
- Каатинга гуануцька, Herpsilochmus motacilloides
- Каатинга бразильська, Herpsilochmus praedictus
- Каатинга арипуанська, Herpsilochmus stotzi
- Каатинга чорноголова, Herpsilochmus atricapillus
- Каатинга східна, Herpsilochmus sellowi
- Каатинга білоброва, Herpsilochmus pileatus
- Каатинга сива, Herpsilochmus sticturus
- Каатинга амазонійська, Herpsilochmus dugandi
- Каатинга гвіанська, Herpsilochmus stictocephalus
- Каатинга жовтоброва, Herpsilochmus gentryi
- Каатинга сіра, Herpsilochmus dorsimaculatus
- Каатинга попеляста, Herpsilochmus roraimae
- Каатинга смугастовола, Herpsilochmus pectoralis
- Каатинга великодзьоба, Herpsilochmus longirostris
- Каатинга жовтовола, Herpsilochmus axillaris
- Каатинга рудокрила, Herpsilochmus rufimarginatus
- Herpsilochmus frater

## Етимологія
Наукова назва роду Herpsilochmus походить від сполучення слів дав.-гр. ἑρπω — підкрадатися і дав.-гр. λοχμη — зарості, пуща.